# Alpaida gurupi
Alpaida gurupi là một loài nhện trong họ Araneidae.
Loài này thuộc chi Alpaida. Alpaida gurupi được Herbert Walter Levi miêu tả năm 1988.